# Takšoň
Takšoň (okolo 931 – počátkem 70. let 10. století; maďarsky Taksony) byl od roku 955 až do své smrti počátkem 70. let 10. století uherský velkokníže z rodu Arpádovců.
Narodil se jako syn Zoltána a Menumorutovy dcery asi roku 931. Uherským velkoknížetem se stal pravděpodobně po katastrofické porážce Maďarů v bitvě na Lechu z roku 955. Ačkoli se jako mladý účastnil nájezdů do západní Evropy, za jeho vlády Maďaři útočili na Byzantskou říši. Podle kroniky Gesta Hungarorum se za Takšoňova panování v Uhersku usadily muslimské a pečeněžské skupiny. Zemřel na počátku sedmdesátých let 10. století.

## Život

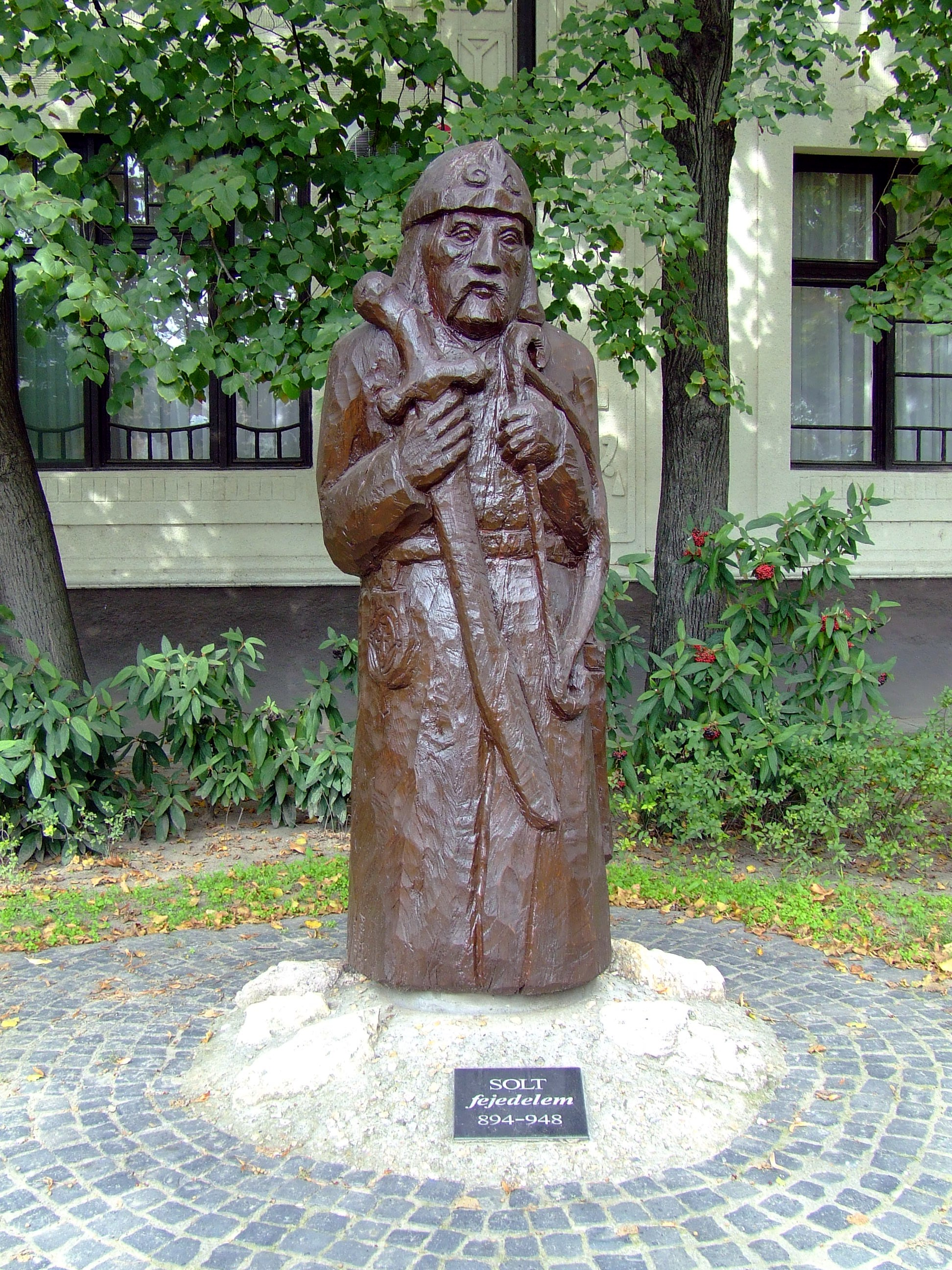
Socha Zoltána, Takšoňova otce, v Soltě

Takšoň se narodil jako syn Zoltána a jeho neznámé ženy, snad dcery Menumoruta, slovanského knížete, který byl údajně poražen při maďarském vpádu do Evropy krátce před rokem 907. Není však vyloučené, že vládce Menumorut je jen fiktivní postava, neboť jeho jméno označuje také Velkomoravskou říši. Kronika Gesta Hungarorum Takšoňovo narození datuje do roku 931. Na velkoknížecí stolec dle ní nastoupil po otcově abdikaci v roce 947, tedy tři roky před jeho smrtí.

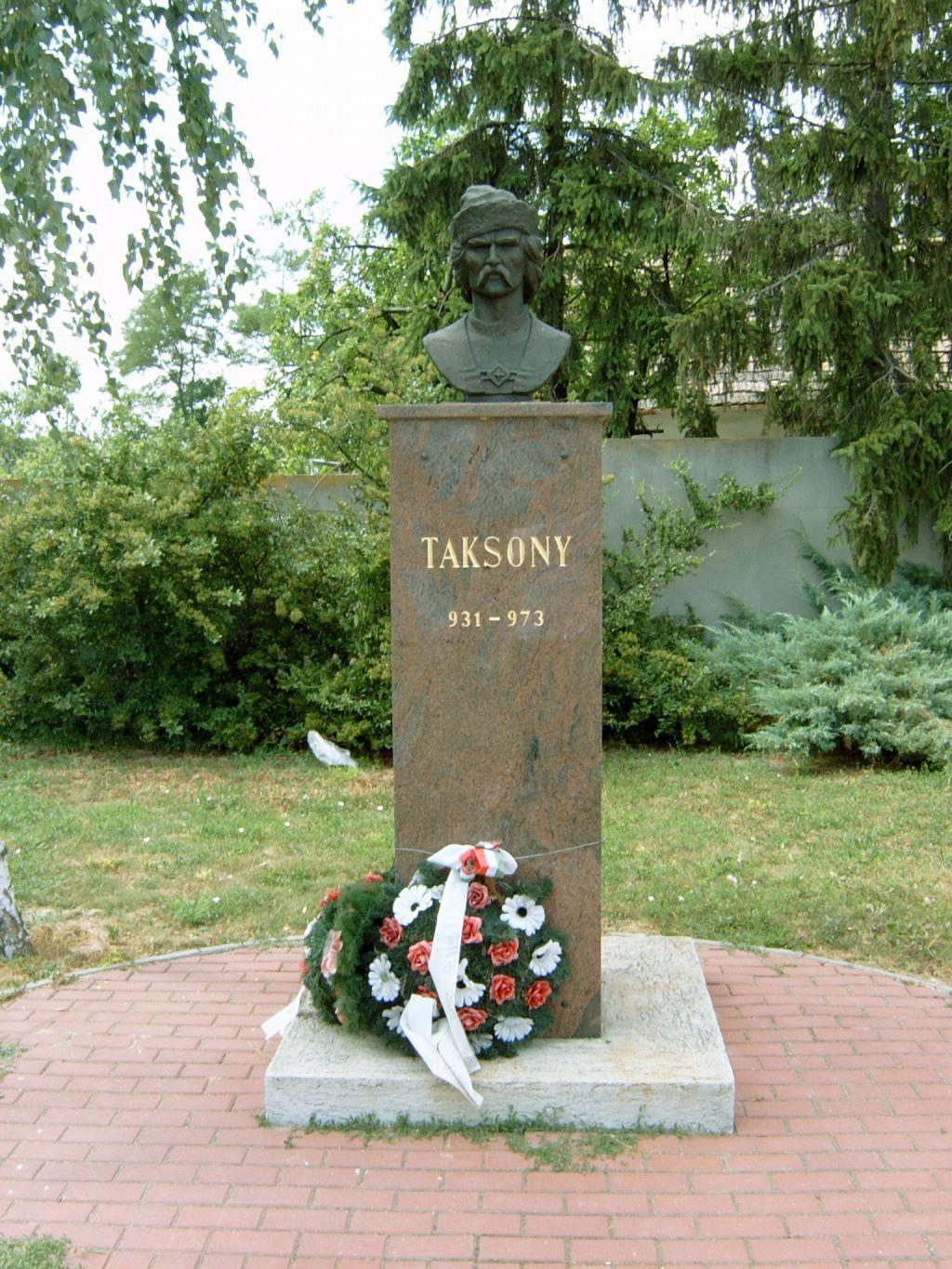
Busta Takšoně v maďarském národním parku.

Moderní historici tyto informace však zpochybňují. Soudobý kronikář Liutprand z Cremony tvrdí, že Takšoň v roce 947 vedl výpravu proti Italům, zřejmě se tedy narodil dlouho před rokem 931. Při tažení do Itálie Takšoň údajně dosáhl až města Otranta v Apulii. Odtáhl prý poté, co mu zaplatil italský král Berengar II. Vládu Takšoňova otce zaznamenal pouze autor Gesta Hungarorum, podle něhož byl Zoltán také předkem všech uherských panovníků. Gesta Hungarorum tak není pro Zoltánovo panování spolehlivým zdrojem.
Podle kroniky Johanna Aventina z 15. století Takšoně v roce 948 porazili Rakušané a Korutanci. Takšoňův současník, byzantský císař Konstantin VII. Porfyrogennetos uvádí, že okolo roku 950 Maďarům vládl Fajsz, Takšoňův bratranec.

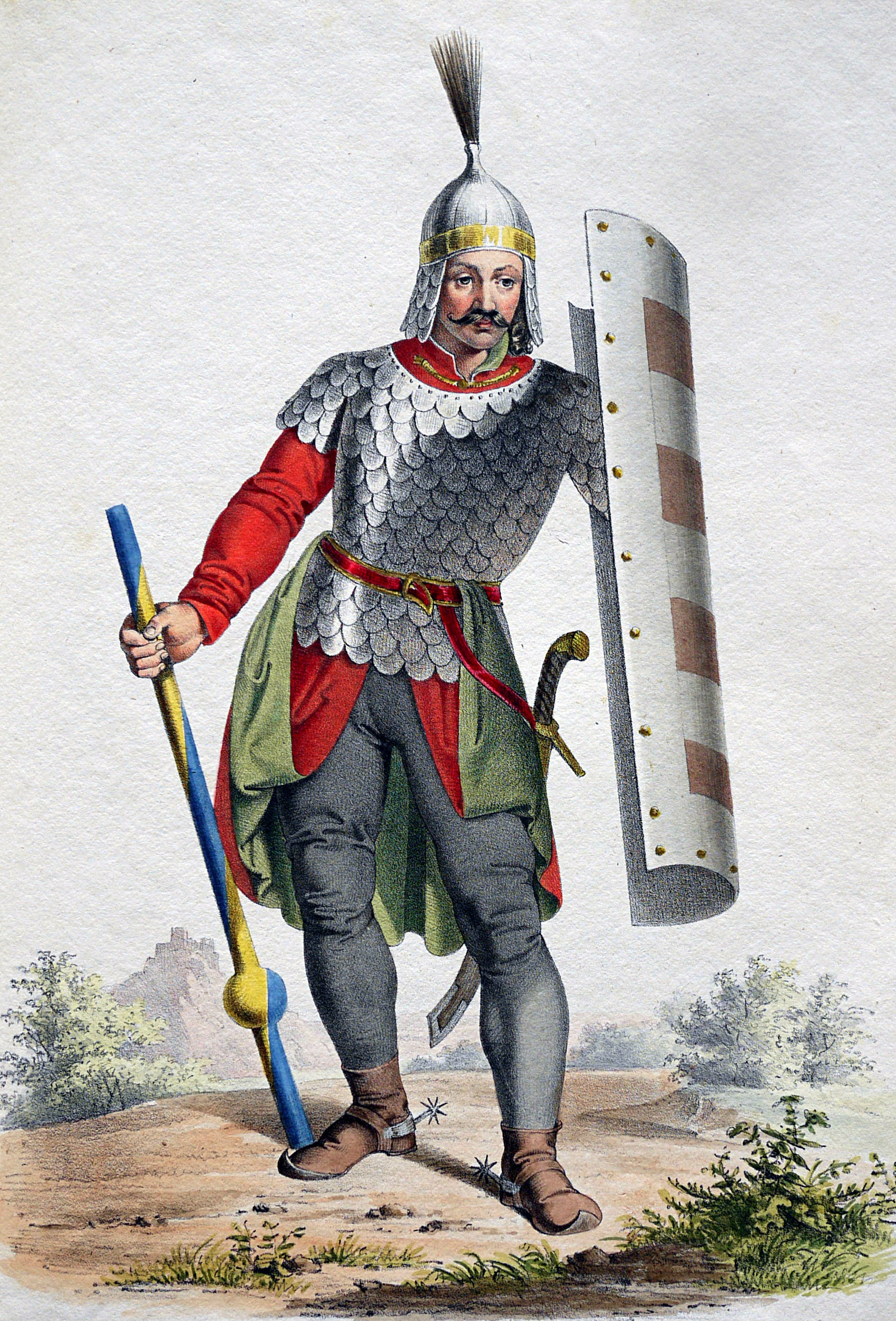
Obraz Takšoně od Josefa Kriehubera

Podle Johanna Aventina se Takšoň roku 955 účastnil bitvy na Lechu. V ní budoucí císař Ota I. Veliký porazil téměř osmitisícové maďarské vojsko. Pokud by měl Aventinus pravdu, byl by Takšoň jedním z mála maďarských velitelů, kteří bitvu přežili. Na základě Aventina se historici Gyula Kristó a Zoltán Kordé domnívali, že Fajsz Takšoňovi předal vládu právě po bitvě na Lechu. Tuto možnost potvrzuje francouzský kronikář z 13. století Alberich z Trois-Fontaines, podle něhož se jeden z přeživších Maďarů stal jejich králem. Porážka na Lešském poli ukončila staromaďarské vpády do střední a západní Evropy a donutila Maďary, aby se trvale usadili na území mezi řekami Enže a Traisen. Jejich nájezdy však i nadále pokračovaly do Byzantské říše. Tak například v roce 965 se Maďaři zúčastnili útoku bulharského cara, Petra I., do Byzance a o pět let později podpořili intervenci kyjevského knížete Svjatoslava I. na Balkán.
Autor Gesta Hungarorum uvádí, že se za Takšoňova panování v Uhersku usadili muslimové z Volžského Bulharska. Tuto zprávu podporuje deník Ibráhíma ibn Jákúba z roku 965, podle něhož do Prahy přicházeli muslimové z Uher. Gesta Hungarorum také uvádí, že se za Takšoně v Uhersku usadili Pečeněhové. Gesta Hungarorum tvrdí, že jim Takšoň udělil území kolem Tisy. Jedinou zmínkou o Takšoňově západní politice je zpráva Liutpranda z Cremony, podle jehož výpovědi se v roce 963 do Uherska vypravil vyslanec papeže Jana XII., jistý Zacheus, který měl Takšoně popudit proti císařovi Otovi. Není nicméně známo, jestli Zacheus do Uher skutečně dorazil. Takšoňovi se na sklonku života podařilo rovněž zařídit sňatek svého staršího syna Gejzy se Sarolt, dcerou transylvánského knížete Gyuly II. Zemřel na počátku 70. let 10. století.

## Rodina
Kronika Gesta Hungarorum za Takšoňovou manželku považuje ženu ze země Kumánů. Pocházela pravděpodobně z Chazarské říše, anebo z kmene Pečeněhů, či z Volžského Bulharska. Podle Gesta Hungarorum zařídil tento sňatek Takšoňův otec Zoltán. Historik György Györffy se domníval, že s Takšoňovou ženou byl příbuzný Tonuzoba, pečeněžský náčelník, který od Takšoně dostal území kolem řeky Tisy. Prvním Takšoňovým synem byl Gejza, který se stal uherským velkoknížetem. Jeho druhým synem byl Michal Uherský, jehož potomci v Uhersku vládli od roku 1046.
| Arpád nar. 845 zm. 907 | Arpád nar. 845 zm. 907 |                                 |                                 | ? | ? |  |  | Menumorut | Menumorut |                  |                  | ? | ? |
|                        |                        |                                 |                                 |   |   |  |  |           |           |                  |                  |   |   |
|                        |                        |                                 |                                 |   |   |  |  |           |           |                  |                  |   |   |
|                        |                        | Zoltán nar. asi 895 zm. asi 949 | Zoltán nar. asi 895 zm. asi 949 |   |   |  |  |           |           | dcera Menumoruta | dcera Menumoruta |   |   |
|                        |                        |                                 |                                 |   |   |  |  |           |           |                  |                  |   |   |
|                        |                        |                                 |                                 |   |   |  |  |           |           |                  |                  |   |   |
|                        |                        |                                 |                                 |   |   |  |  |           |           |                  |                  |   |   |

|                                         |                                         | Kumánská žena OO datum neznámé | Kumánská žena OO datum neznámé | Takšoň nar. před 931 zm. 972? | Takšoň nar. před 931 zm. 972? |  |  |                                          |                                          |  |
|                                         |                                         |                                |                                |                               |                               |  |  |                                          |                                          |  |
|                                         |                                         |                                |                                |                               |                               |  |  |                                          |                                          |  |
|                                         |                                         |                                |                                |                               |                               |  |  |                                          |                                          |  |
| Gejza (velkokníže) nar. asi 940 zm. 997 | Gejza (velkokníže) nar. asi 940 zm. 997 |                                |                                |                               |                               |  |  | Michal Uherský nar. 960/965 zm. před 997 | Michal Uherský nar. 960/965 zm. před 997 |  |